# حابو (مدينة)
حابو هي بلدة صغيرة في محافظة باري شمال شرق الصومال.